# 神戸市立西神戸医療センター
神戸市立西神戸医療センター（こうべしりつにしこうべいりょうせんたー）は、神戸市が設置する地方独立行政法人神戸市民病院機構が兵庫県神戸市西区に設置する病院である。

## 沿革
- 1991年（平成3年）2月14日 - 「神戸市地域医療振興財団」設立
- 1991年（平成3年）3月16日 - 「西神戸医療センター」開設の許可を得る
- 1994年（平成6年）8月1日 - 西神戸医療センター開院（410床体制）、神戸市立玉津病院入院患者の受け入れ
- 2017年（平成29年）3月31日 - 一般財団法人神戸市地域医療振興財団を解散
- 2017年（平成29年）4月1日 - 地方独立行政法人神戸市民病院機構と経営統合　統合後の病院名称「神戸市立西神戸医療センター」

## 診療科
- 救急科
- 総合内科
- 脳神経内科
- 内分泌・糖尿内科
- 腎臓内科
- 免疫血液内科
- 呼吸器内科
- 消化器内科
- 循環器内科
- 腫瘍内科
- 緩和ケア内科
- 精神・神経科
- 小児科
- 外科・消化器外科
- 乳腺外科
- 整形外科
- リハビリテーション科
- 脳神経外科
- 呼吸器外科
- 皮膚科
- 泌尿器科
- 産婦人科
- 眼科
- 耳鼻咽喉科
- 形成外科
- 放射線診断科
- 放射線治療科
- 麻酔科
- 病理診断科
- 歯科口腔外科

## 医療機関の指定・認定
（下表の出典）
| 保険医療機関                                   | 労災保険指定医療機関                   |
| 指定自立支援医療機関（更生医療）               | 指定自立支援医療機関（育成医療）       |
| 臨床研修病院                                   | 指定自立支援医療機関（精神通院医療）   |
| 身体障害者福祉法指定医の配置されている医療機関 | 精神保健指定医の配置されている医療機関 |
| 生活保護法指定医療機関                         | 結核指定医療機関                       |
| 指定養育医療機関                               | 指定小児慢性特定疾病医療機関           |
| 戦傷病者特別援護法指定医療機関                 | 原子爆弾被害者一般疾病医療取扱医療機関 |
| DPC対象病院                                    | 公害医療機関                           |

- 救急告示病院[2]
- 地域がん診療連携拠点病院（国指定）[3]
- 公益財団法人日本医療機能評価機構認定病院[4]
- このほか、各種法令による指定・認定病院であるとともに、各学会の認定施設でもある。

## 交通アクセス
- 神戸市営地下鉄西神・山手線「西神中央駅」より徒歩5分[5]

## 周辺
- 西神中央公園[5]
- 神戸西警察署[5]
- 神戸西郵便局[5]